# آندره آ گالانته
آندره آ گالانته (انگلیسی: Andrea Galante؛ زادهٔ september ۲, ۱۹۸۲ (۴۲ سال)) بازیگر اهل آرژانتین است. وی از سال ۲۰۰۰ میلادی تاکنون مشغول فعالیت بوده است.